# Yodsanan Sor Nanthachai
Yodsanan Sor Nanthachai, de son vrai nom Theera Phongwan, est un boxeur thaïlandais né le 17 août 1974 à Si Sa Ket.

## Carrière
Passé professionnel en 1993, il remporte le titre vacant de champion du monde des poids super-plumes WBA le 15 janvier 2004 après sa victoire au 7e round contre Ryuhei Sugita. Yodsanan conserve son titre aux dépens de Steve Forbes puis perd contre Vicente Mosquera le 30 avril 2005. Il met un terme à sa carrière en 2007 sur un bilan de 57 victoires, 3 défaites et 1 match nul.